# Грамотино (Новосибирская область)
Грамо́тино — посёлок в Карасукском районе Новосибирской области. Входит в состав Калиновского сельсовета.

## География
Площадь посёлка — 48 гектаров.

## Население
| 2002 | 2007 | 2010 |
| ---- | ---- | ---- |
| 125  | ↘113 | ↗133 |

## История
Основано в 1800 году. В 1928 г. деревня Грамотина состояла из 118 хозяйств, основное население — русские. Центр Грамотинского сельсовета Черно-Курьинского района Славгородского округа Сибирского края.

## Инфраструктура
В посёлке по данным на 2007 год функционируют 1 учреждение здравоохранения, 1 образовательное учреждение.